# Neuchâtelcrisis
De Neuchâtelcrisis was om een mislukte monarchistische staatsgreep in het Zwitserse kanton Neuchâtel in 1856 die werd gevolgd door een diplomatieke crisis tussen Zwitserland en Pruisen. Aan de crisis kwam een einde door het Verdrag van Parijs van 1857.

## Vorstendom Neuchâtel
Het vorstendom Neuchâtel en het graafschap Valangin hadden in 1707 de koning van Pruisen aangeduid als hun vorst nadat de regerende familie d'Orléans-Longueville was uitgestorven. De keuze viel op de koning van Pruisen omdat die verafgelegen woonde en men zo een ruime autonomie kon behouden.
In 1814 werd het kanton Neuchâtel door het Congres van Wenen bij de Confederatie van de XXII kantons gevoegd, maar bevestigde de suzereiniteit van de koning van Pruisen over de regio. Tijdens het revolutiejaar 1848 riep Neuchâtel de republiek uit tijdens de revolutie van Neuchâtel. De koning van Pruisen gaf hieraan geen enkel gevolg. In de jaren na 1848 bleef er echter een monarchistische partij bestaan in Neuchâtel.

## Staatsgreep
In de nacht van 2 op 3 augustus 1856 verzamelde zich een rebellengroep in kasteel van Neuchâtel en hielden er vier staatsraden gevangen. In de regio rond de stad La Chaux-de-Fonds erkende men deze staatsgreep niet en er kwam een republikeinse tegenbeweging op gang. Onder leiding van Ami Girard wisten republikeinsgezinden het kasteel te heroveren en meer dan 500 monarchisten gevangen te nemen.
Naar aanleiding van deze gebeurtenissen reageerde de koning van Pruisen alsnog: hij dreigde ermee Zwitserland binnen te vallen om zijn rechten te verdedigen. De Zwitserse Bondsraad steunde een federale interventie en besloot een nationale lening van zes miljoen Zwitserse frank uit te schrijven om zijn defensie te organiseren. Het succes van de lening overtrof ruimschoots de verwachtingen en na enkele dagen was al 100 miljoen frank opgehaald. Generaal Guillaume Henri Dufour, die met succes aan het hoofd stond van de Zwitserse federale troepen in de Sonderbund-oorlog, kreeg opnieuw het commando over het federale leger op zich met als opdracht de grens aan de Rijn te bezetten.
In Frankrijk was men deze verhoogde militaire paraatheid niet genegen. Napoleon III vreesde voor het oversteken van de Rijn door de Pruisische legers en stelde met succes voor om te bemiddelen tussen beide landen. Van 5 tot 26 mei 1857 verzamelde zich in Parijs gevolmachtigden van Oostenrijk, Frankrijk en het Verenigd Koninkrijk. Zij verkregen van koning Frederik Willem IV van Pruisen de integrale verzaking aan zijn rechten op het vorstendom Neuchatel. Op 26 mei 1857 werd uiteindelijk het Verdrag van Parijs gesloten. Johann-Konrad Kern leidde de onderhandelingen namens Zwitserland. Het verdrag bepaalde dat er amnestie zou worden verleend aan de rebellen, dat eventuele kosten gedragen zouden worden door de Zwitserse Bondsstaat en dat de koning van Pruisen officieel afstand deed van zijn rechten op Neuchâtel. Op 19 juni 1857 onthief Frederik Willem IV Neuchâtel plechtig van hun eed van getrouwheid.